# Красный Городок (Черниговская область)
Красный Городок (укр. Красний Городок) — бывшее село в Семёновском районе Черниговской области Украины. Село было подчинено Орликовскому сельсовету.

## История
По состоянию на 1985 год жители села переселились в другие населённые пункты, на топографической карте обозначено как урочище. Решением Черниговского областного совета от 03.12.1986 года село снято с учёта, в связи с переселением жителей.

## География
Было расположено в лесу (квартал 54, доминирование сосны) — юго-восточнее села Мхи. Юго-западнее берёт начало река Блешенка, где у истоков создана сеть каналов.